# Chalcosyrphus shirakii
Chalcosyrphus shirakii är en tvåvingeart som beskrevs av Heikki Hippa 1985. Chalcosyrphus shirakii ingår i släktet mulmblomflugor, och familjen blomflugor. Inga underarter finns listade i Catalogue of Life.